# Protogynanisa
Protogynanisa is een geslacht van vlinders van de familie nachtpauwogen (Saturniidae), uit de onderfamilie Saturniinae.

## Soorten
- P. athletoides Rougeot, 1971
- P. probsti Bouyer, 2001